# Nazionale femminile di pallanuoto dell'Ungheria
La nazionale di pallanuoto femminile ungherese è la rappresentativa pallanuotistica dell'Ungheria in campo femminile nelle competizioni internazionali. Fa capo alla Magyar Vízilabda Szövetség, la federazione magiara di pallanuoto.
L'Ungheria è, da sempre, una delle squadre di punta del mondo della pallanuoto: ha conquistato due titoli mondiali, tre titoli continentali e una Coppa del Mondo.

## Risultati

### Massime competizioni
Olimpiadi
- 2004 6º
- 2008 4º
- 2012 4º
- 2016 4º
- 2020  Bronzo
- 2024 5º

Mondiali
- 1986 5º
- 1991 4º
- 1994  Oro
- 1998 7º
- 2001  Argento
- 2003 5º
- 2005  Oro
- 2007 4º
- 2009 7º
- 2011 9º
- 2013  Bronzo
- 2015 9º
- 2017 5º
- 2019 4º
- 2022  Argento
- 2023 6º
- 2024  Argento
- 2025  Argento

Europei
- 1985  Argento
- 1987  Argento
- 1989  Argento
- 1991  Oro
- 1993  Bronzo
- 1995  Argento
- 1997 5º
- 1999 4º
- 2001  Oro
- 2003  Argento
- 2006  Bronzo
- 2008  Bronzo
- 2010 5º
- 2012  Bronzo
- 2014  Bronzo
- 2016  Oro
- 2018 4º
- 2020  Bronzo
- 2022 5º
- 2024 5º

### Altre
Coppa del Mondo
- 1988  Argento
- 1989  Bronzo
- 1993  Bronzo
- 1995  Bronzo
- 1999 4º
- 2002  Oro
- 2006 5º
- 2010 6º
- 2014 5º
- 2023 4º
- 2025  Argento

World League
- 2004  Argento
- 2005 4º
- 2010 6º
- 2013 4º
- 2017 4º
- 2019 6º
- 2021  Argento
- 2022  Argento

### Competizioni giovanili
- Universiadi: 1

2019
- Campionato mondiale U20: 1

2023
- Campionato mondiale U16: 1

2022
- Campionato europeo U19: 1

1998
- Campionato europeo U17: 1

2023
- Campionato europeo U15: 1

2021

## Formazioni

### Olimpiadi
Giochi olimpici - Atene 20041 Sós, 2 Tiba, 3 Györe, 4 Kisteleki, 5 Stieber, 6 E. Valkai, 7 Drávucz, 8 Zantleitner, 9 Szremkó, 10 Pelle, 11 Valkai, 12 Prímász, 13 Tóth, CT: Tamás Faragó
Giochi olimpici - Pechino 2008Brávik · Drávucz · Györe · Horváth · Kisteleki · Pelle · Primász · Stieber · Szremkó · Takács · Valkai · Zantleitner · Sós, CT: Gábor Godova
Giochi olimpici - Londra 2012Bolonyai · Czigány · Antal · Kisteleki · Szűcs · Takács · Drávucz · Keszthelyi · Tóth · Bujka · Csabai · Menczinger · Gangl, CT: András Merész
Giochi olimpici - Rio de Janeiro 2016Gangl · Czigány · Antal · Kisteleki · Szűcs · Takács · Illés · Keszthelyi · Tóth · Bujka · Csabai · Garda · Kasó, CT: Attila Bíró
Giochi olimpici - Tokyo 2020Szilágyi · Valyi · Gurisatti · Szűcs · Parkes · Illés · Keszthelyi · Leimeter · Gyongyossy · Rybanska · Garda · Magyari, CT: Attila Biro

### Altre
Campionato europeo - Oslo 1985Dancsa · Dénes · Eke · Ernst · Gallov · Huff · Justin · Kertész · Kókai · Miklósfalvi · Orbán · Rafael · Schäffer · Sedlmayer · Várkonyi, CT: János Konrád.
Campionato europeo - Strasburgo 1987Huff · Szalkay · Dancsa · Eke · Justin · Vincze · Gallov · Rafael · Ernst · Kertész · Dóra · Kókai · Dénes, CT: János Konrád.
Campionato europeo - Bonn 1989Huff · Szalkay · Dancsa · Eke · Stieber · Vincze · Rafael · Ernst · Kertész · Kókai · Bajusz, CT: János Konrád.
Campionato europeo - Atene 1991Szalkay · Dancsa · Gruber · Stieber · Vincze · Rafael · Tóth · Kertész · Kókai · Takács · Huff · Nagy · Rónaszéki · Szamosi, CT: Gyula Tóth.
Campionato europeo - Leeds 1993Dancsa · Eke · Kertész · Konrád · Nagy · Rafael · Rónaszéki · Stieber · Szalkai · Szép · Takács · G. Tóth · N. Tóth · Vincze, CT: Gyula Tóth.
- Mondiali - Roma 1994 -  Oro:

Katalin Dancsa, Andrea Eke, Zsuzsanna Huff, Zsuzsa Kertész, Ildikó Kuna, Irén Rafael, Katalin Rédei, Edit Sipos, Mercédesz Stieber, Orsolya Szalkai, Krisztina Szremkó, Gabriella Tóth, Noémi Tóth. C.T.: Gyula Tóth.
Campionato europeo - Vienna 1995Kardos · G. Tóth · Sipos · Eke · Stieber · Vincze · Rédei · Rafael · Szremkó · Primász · Pelle · Zantleitner · N. Tóth · Szép · Pápai, CT: Gyula Tóth.
- Europei - Budapest 2001 -  Oro:

Katalin Dancsa, Rita Drávucz, Anett Györe, Anikó Pelle, Ágnes Primász, Katalin Rédei, Edit Sipos, Ildikó Sós, Mercédesz Stieber, Brigitta Szép, Krisztina Szremkó, Zsuzsanna Tiba, Andrea Tóth, Ágnes Valkay, Erzsébet Valkay. C.T.: Tamás Faragó.
- Mondiali - Fukuoka 2001 -  Argento:

Katalin Dancsa, Rita Drávucz, Anikó Pelle, Ágnes Primász, Katalin Rédei, Edit Sipos, Ildikó Sós, Mercédesz Stieber, Brigitta Szép, Krisztina Szremkó, Zsuzsanna Tiba, Ágnes Valkay, Erzsébet Valkay. C.T.: Tamás Faragó.
- Coppa del Mondo – Perth 2002 -  Oro

Tímea Benkô, Rita Drávucz, Anett Györe, Patrícia Horváth, Anikó Pelle, Ágnes Primász, Ildikó Sós, Mercédesz Stieber, Krisztina Szremkó, Zsuzsanna Tiba, Ágnes Valkay, Erzsébet Valkay, Krisztina Zantleitner. C.T.: Tamás Faragó.
- Europei - Lubiana 2003 -  Argento:

Rita Drávucz, Ildikó Sós, Andrea Tóth, Krisztina Szremkó, Ágnes Valkay, Anikó Pelle, Ágnes Primász, Mercédesz Stieber, Anett Györe, Erzsébet Valkay, Zsuzsanna Tiba, Dóra Kisteleki, Tímea Benkõ, Edit Sipos, Krisztina Zantleitner. C.T.: Tamás Faragó.
- Mondiali - Montreal 2005 -  Oro:

Tímea Benkô, Fruzsina Brávik, Rita Drávucz, Patrícia Horváth, Dóra Kisteleki, Anikó Pelle, Kristyna Serfozo, Mercédesz Stieber, Orsolya Takács, Eszter Tomaskovics, Andrea Tóth, Ágnes Valkay, Krisztina Zantleitner. C.T.: Tamás Faragó.
Campionato mondiale - Melbourne 20071 Horváth, 2 Tomaskovics, 3 Bujka, 4 Benkő, 5 Stieber, 6 Takács, 7 Györe, 8 Zantleitner, 9 F. Brávik, 10 Pelle, 11 Valkai, 12 Prímász, 13 H. Brávik, CT: Gábor Godova
Campionato mondiale - Roma 20091 Horváth, 2 Tomaskovics, 3 Tóth, 4 Kisteleki, 5 Szűcs, 6 Takács, 7 Drávucz, 8 Keszthelyi, 9 Brávik, 10 Pelle, 11 Valkai, 12 Poszkoli, 13 Gyöngyössy, CT: Mátyás Petrovics
Campionato mondiale - Shanghai 20111 Kasó, 2 Czigány, 3 Antal, 4 Illés, 5 Szűcs, 6 Takács, 7 Drávucz, 8 Keszthelyi, 9 Tóth, 10 Bujka, 11 Poszkoli, 12 Menczinger, 13 Gangl, CT: András Merész
- Europei - Eindhoven 2012 -  Bronzo:

Flóra Bolonyai, Dóra Csabai, Dóra Antal, Hanna Kisteleki, Gabriella Szűcs, Orsolya Takács, Rita Drávucz, Rita Keszthelyi, Ildikó Tóth, Barbara Bujka, Anna Illés, Kata Menczinger, Edina Gangl. CT: András Merész.
Campionato mondiale - Barcellona 20131 Bolonyai, 2 Illés, 3 Antal, 4 Kisteleki, 5 Szűcs, 6 Takács, 7 Miskolczi, 8 Keszthelyi, 9 Tóth, 10 Bujka, 11 Garda, 12 Menczinger, 13 Kasó, CT: András Merész
- Europei - Belgrado 2016 -  Oro:

Edina Gangl, Dóra Czigany, Dóra Antal, Hanna Kisteleki, Gabriella Szűcs, Orsolya Takács, Anna Illés, Rita Keszthelyi, Ildikó Tóth, Barbara Bujka, Dóra Csabai, Krisztina Garda, Orsolya Kaso. CT: Attila Biro.
- Europei - Budapest 2020 -  Bronzo:

Edina Gangl, Dorottya Szilágyi, Zsusanna Mate, Greta Gurisatti, Vanda Valyi, Rebecca Grace Parkes, Anna Illés, Rita Keszthelyi, Dóra Leimeter, Aniko Gyongyossy, Nastasa Rybanska, Krisztina Garda, Orsolya Kaso. CT: Attila Biro